# Jeremiah
Jeremiah és una obra de teatre escrita per Stefan Zweig el 1916 per denunciar la barbàrie que havia conduït a la primera guerra mundial. A través de la figura bíblica de Jeremies, que dona títol a l'obra, analitza l'horror de la guerra, que només porta mort i destrucció. El caràcter pacifista de l'autor i la crítica als conflictes bèl·lics europeus són un tema central en la seva obra. La tria d'un protagonista de l'Antic Testament i les nombroses referències al judaisme del text servien com a contrapunt a l'ambient antisemita que permetria dècades després el nazisme, que va atacar en llibres posteriors com Novel·la d'escacs. La frase final resumeix el missatge de l'obra: "es pot col·locar un home entre cadenes, però mai el seu esperit".
Com en altres obres centrades en personatges reals, Zweig no narra els esdeveniments de la seva vida sinó els seus estats d'ànim, els dubtes interiors i com reacciona als fets històrics que protagonitza o pateix. Aquest tractament es veuria després en les seves cèlebres biografies, des d'Erasme a Balzac. Es critica la ceguesa dels líders, que amb el seu odi empenyen el poble a l'enfrontament i anima a revoltar-se, afirmant que els vençuts en un combat així acaben essent els guanyadors morals. Malgrat les evidents al·lusions al present, la ubicació en un passat remot va permetre que el llibret burlés la censura militar. La malenconia de tot el text seria des d'aleshores una constant en l'escriptura de l'autor.
Per la polèmica del tema, l'estrena va tenir lloc a Suïssa i el seu èxit va ser immediat. Acabada la guerra es farien versions a diversos teatres europeus i el 1939 va estrenar-se a Nova York.